# Alison Van Uytvanck
Alison Van Uytvanck (Vilvoorde, 26 marzo 1994) è un'ex tennista belga.
In carriera ha vinto 5 titoli WTA e 16 ITF in singolare, mentre nel doppio ha conquistato 2 titoli WTA e 2 ITF. Nei Grande Slam vanta come migliori risultati i quarti di finale raggiunti nell'Open di Francia 2015 e un ottavo di finale a Wimbledon 2018. In doppio vanta un terzo turno a Wimbledon 2015. Raggiunge il suo best ranking, la posizione n° 37, il 13 agosto 2018, mentre in doppio è giunta al n° 66, il 16 maggio 2022.

## Biografia
I genitori si chiamano René e Krista. Ha due fratelli: Brett (suo gemello) e Sean (più grande). Ha esordito nel tennis a 5 anni; la sua superficie preferita è l'erba.

## Carriera
Nel 2011, Alison Van Uytvanck ha vinto 4 titoli in singolare nel circuito ITF a: Vale Do Lobo (Portogallo), Digione (Francia), Edimburgo e Sunderland. Ha anche raggiunto la finale a Tessenderlo, in Belgio, dove ha perso da Anna-Lena Grönefeld.
Ha preso parte nel maggio 2011 al torneo WTA di Bruxelles, dove entrando come qualificata ha perso al secondo turno contro la connazionale Yanina Wickmayer. In precedenza aveva battuto nell'ordine: Chakhnašvili, Siegemund, Hsieh e Schnyder. Si è qualificata a giugno per il main draw del torneo di 's-Hertogenbosch, dove ha perso dalla romena Alexandra Dulgheru.
Nel 2012, ha vinto il quinto titolo di singolare nel circuito ITF a Glasgow, e ha raggiunto la finale a Kaarst, in Germania. Nel mese di febbraio, ha debuttato in Fed Cup contro la Serbia.
Ha preso parte nel 2012 al torneo WTA di Bruxelles grazie ad una wild card. In tale occasione ha sconfitto Ksenija Pervak al primo turno e poi ha battuto Chanelle Scheepers al secondo, riuscendo così a raggiungere per la prima volta in carriera i quarti di finale in un torneo WTA. Viene sconfitta dalla numero 3 del mondo Agnieszka Radwańska in due set.
Nel 2013, Van Uytvanck ha vinto il suo primo titolo WTA 125k vincendo il torneo di Taipei, in cui in finale ha sconfitto la connazionale Yanina Wickmayer per 6–4, 6–2.

### 2014-2015
.........

### 2016
Partecipa al torneo di Auckland, dove viene sconfitta a sorpresa da Alexandra Dulgheru in rimonta. A Hobart supera Carina Witthöft, per poi perdere contro Eugenie Bouchard. Nel primo Grande Slam dell'anno, l'Australian Open, viene sconfitta da Viktoryja Azaranka, la quale non le lascia nemmeno un game. Ad Acapulco viene sconfitta da Mariana Duque Mariño. A Monterrey supera senza grandi problematiche Irina Falconi, ma perde agli ottavi dalla connazionale Kirsten Flipkens. Esce al primo turno nei Mandatory: agli Indians Wells per mano di Kateryna Bondarenko e a Miami da Peng Shuai. Nel torneo di 's-Hertogenbosch viene sconfitta dalla campionessa in carica, Belinda Bencic. Mentre in coppia con Jelena Janković si spinge fino alla semifinale. A Maiorca viene estromessa da Mariana Duque Mariño. A Eastbourne supera le qualificazioni, per poi essere sconfitta da Madison Brengle. A Wimbledon esce per mano di Tara Moore. Agli US Open supera le qualificazioni, per poi venire sconfitta da Wang Yafan. Nel torneo del Quebec raggiunge i quarti di finale superando: Elica Kostova e Barbora Štefková; perde contro Océane Dodin.

### 2017: secondo torneo WTA
Inizia l'anno prendendo parte agli Indians Wells venendo sconfitta nel primo turno di qualificazione. Non fa meglio a Miami. A Monterrey viene sconfitta da Carla Suárez Navarro. All'Open di Francia supera le qualificazioni, estromette Naomi Ōsaka, per poi perdere in rimonta contro Agnieszka Radwańska. A Wimbledon passa le qualificazioni, ma viene sconfitta da Ekaterina Makarova. Nel torneo di Washington supera Jana Čepelová, per poi venire estromessa da Görges. Agli US Open viene eliminata da Zheng Saisai.
Nel torneo di Quebec raggiunge la finale sconfiggendo in ordine: Zhao, Eraković, Dolehide, e Tatjana Maria. In finale trova la 3º testa di serie, Tímea Babos, contro la quale vincerà in rimonta per 5–7, 6–4, 6–1, vincendo così il suo secondo torneo WTA in carriera.
A Linz viene eliminata da Cîrstea. A Lussemburgo arriva agli ottavi finale dalle qualificazioni. Qui viene sconfitta da Puig.

### 2018: primo ottavo di finale Slam, terzo titolo WTA e Top 30
Inizia l'anno perdendo contro Polona Hercog ad Auckland. A Hobart supera le qualificazioni, per poi perdere in rimonta contro Anna-Lena Friedsam. Agli Australian Open è sconfitta da Petra Martić.
A Budapest vince il suo terzo torneo WTA superando in ordine: Dodin, Buzărnescu, Zhang Shuai, Kužmová e la campionessa in carica, Dominika Cibulková, per 6–3, 3–6, 7–5.
Agli Indian Wells viene sconfitta da Julija Putinceva. A Miami supera Kateryna Bondarenko, per poi perdere contro Agnieszka Radwańska. A Lugano estromette Dodin, venendo sconfitta nettamente agli ottavi da Camila Giorgi per 2–6, 1–6. Ad Istanbul viene eliminata da Ajla Tomljanović. A Madrid viene sconfitta dalla connazionale Elise Mertens. A Roma supera le qualificazioni, sconfigge Samantha Stosur nel tabellone principale, per poi perdere contro la 2º testa di serie, Caroline Wozniacki. A Norimberga viene estromessa dalla connazionale Kirsten Flipkens. All'Open di Francia estromette Isabelle Wallace alla quale concede un solo game, per poi perdere contro Julia Görges. Nel torneo di 's-Hertogenbosch elimina nettamente Richèl Hogenkamp per 6–1, 6–2, ma viene sconfitta in rimonta da Viktória Kužmová. A Maiorca non fa meglio venendo battuta negli ottavi di finale da Sofia Kenin.
Nel torneo di Wimbledon supera in ordine: Polona Hercog con un doppio 6–2; la campionessa in carica, Garbiñe Muguruza, per 5–7, 6–2, 6–1; e Anett Kontaveit per 6–2, 6–3. Grazie a queste vittorie arriva per la prima volta in carriera agli ottavi di finale in uno Slam e sale alla posizione n° 39 migliorando il suo best ranking. Gli ottavi la vedono opposta a Dar'ja Kasatkina dalla quale verrà battuta in rimonta per 7–6(6), 3–6, 2–6. Nel resto della stagione, Van Uytvanck non ottiene risultati esaltanti, se non una semifinale colta a Linz, dove cede a Camila Giorgi. 
Termina l'annata in posizione n°50, issandosi però alla 37ª posizione come best-ranking (il 13 agosto).

### 2019: altri 2 titoli WTA
La belga inizia l'annata ad Auckland, dove si ritira nel match di primo turno contro la qualificata Bibiane Schoofs. A Hobart centra la prima vittoria stagionale contro Madison Brengle (7–6(5) 7–5) ma, al secondo turno, viene eliminata dalla futura finalista Schmiedlová in due set. In seguito, non figura bene a Melbourne (battuta al primo turno da Caroline Wozniacki) e a San Pietroburgo (eliminata dalla n°10 del mondo Sabalenka al secondo turno). In Fed Cup, viene chiamata dalla squadra belga per il match di primo turno contro la Francia nel Gruppo Mondiale: Van Uytvanck perde il suo match contro Caroline Garcia in tre set; il Belgio cede 1-3 alle transalpine.
All'Hungarian Ladies Open è accreditata della 1ª testa di serie e difende il titolo: elimina Zvonareva, e Świątek (6–4, 7–5). Ai quarti estromette l'ucraina Kozlova. In semifinale batte Ekaterina Aleksandrova con lo score di 3–6, 6–4, 7–6(7), annullandole 5 match-points. Nell'ultimo scontro, supera Markéta Vondroušová con il punteggio di 1–6, 7–5, 6–2, diventando campionessa del torneo ungherese per la seconda volta in carriera e portandosi a casa il 4º titolo WTA.
A Indian Wells e Lugano esce al secondo turno. Viene nuovamente chiamata dal Belgio per i playoff contro la Spagna, ma perde il suo match di singolare contro Carla Suarez Navarro. Le belghe perderanno 3-2 contro le iberiche, retrocedendo nel Gruppo Mondiale 2. A Rabat vince nettamente le prime due partite su Parmentier (6–4, 6–3) e Lepchenko; nei quarti, rimonta la connazionale Bonaventure per 5–7, 6–1 6–,2, accedendo alla seconda semifinale annuale: nella circostanza, cede a Maria Sakkari, futura campionessa, per 4–6, 4–6. Negli altri 2 impegni sulla terra, ovvero Madrid e Parigi, la belga delude le aspettative, uscendo all'esordio in entrambe le occasioni.
Sull'erba non raccoglie grossi successi: esce al secondo turno in tutti i tornei a cui prende parte ('S-Hertogenbosch, Mallorca e Wimbledon). Tra luglio e agosto, Van Uytvanck raggiunge la finale nel WTA 125K di Karlsruhe: per la prima volta in carriera, perde nell'ultimo turno di un evento del circuito maggiore (contro Țig).
In seguito, esce al primo turno al Bronx Open e al secondo negli US Open. Va meglio a Hiroshima, dove batte le connazionali Bonaventure e Flipkens, prima di cedere a Mihaela Buzarnescu. Dopo un'uscita immediata a Seul, prende parte al Tashkent Open, dove è accreditata della testa di serie n°3: nei suoi primi tre match, lascia appena 10 games alle sue avversarie (Samsonova, Niculescu e Parmentier). In semifinale, si impone sulla ceca Kristýna Plíšková in due set, accedendo alla terza finale WTA dell'anno: nell'occasione, sconfigge la romena Sorana Cirstea con il punteggio di 6–2, 4–6, 6–4. Per Van Uytvanck è il secondo titolo stagionale, il terzo torneo International della carriera e il primo lontano da Budapest. Grazie a questo risultato, rientra tra le prime 50, al n°44.
Chiude la stagione al n°47 del mondo, dopo un secondo turno a Linz e un primo turno in Lussemburgo.

### 2020
La parte di stagione australiana non regala soddisfazioni alla belga: esce al primo turno sia a Hobart che a Melbourne (battuta da due francesi, Cornet e Ferro). A San Pietroburgo, ottiene la prima vittoria dell'anno contro, curiosamente, una transalpina (Mladenovic). Al secondo turno viene sconfitta da Petra Kvitová in tre set. A Dubai non riesce a passare le qualificazioni, fermata all'ultimo turno da Siniaková. A Doha, elimina Polona Hercog prima di cedere a Rybakina, futura finalista, con lo score di 7–5, 2–6, 6(8)–7. A Lione, parte come quinta forza del seeding: sconfigge nettamente Katarzyna Kawa (6–1, 6–3) e riesce a prevalere nel match contro Tomova (3–6, 6–4, 7–6(2)); ai quarti, la belga lascia 4 giochi alla 3ª testa di serie Caroline Garcia, accedendo alla prima semifinale dell'anno. Affronta quindi la vincitrice dell'Australian Open e n°5 del mondo Sofia Kenin e dopo 2 ore e mezzo di partita, cede all'americana per 6(5)–7, –-6(2), 6(2)–7. 
Da marzo ad agosto, il tennis è costretto a fermarsi a causa della pandemia di COVID-19, che non permette di giocare Wimbledon (evento che non avveniva dal 1945) e che fa rinviare i giochi olimpici al 2021.
Riprende a giocare a Palermo, dove subisce una sconfitta all'esordio contro la prima testa di serie Petra Martic (0–6, 3–6). Non va meglio al Western & Southern Open e agli US Open, dove perde al primo turno, rispettivamente, contro Rus e Giorgi. Nella parte finale di stagione, riservata quest'anno alla terra, torna a vincere ad Istanbul contro Kuzmova prima di cedere a Kovinic in due set. A Strasburgo si arrende a Pavljučenkova mentre, al Roland Garros, supera Rebecca Peterson prima di ritirarsi nel match di secondo turno contro Irina Bara.
Termina l'annata al n°64 del mondo.

### 2021: 6º titolo WTA
La belga inizia l'anno allo Yarra Valley Classic di Melbourne, dove riesce a battere Hsieh all'esordio, per 6–2, 6–0. Al secondo turno trova la testa di serie n°6 Muguruza, che le lascia solo 2 games (2–6, 0–6). Anche agli Australian Open si ferma al secondo turno, eliminata da Putinceva in tre set. A Madrid non si qualifica per il tabellone principale mentre a Belgrado esce al primo turno contro Konjuh. Assieme a Minnen, riesce però a raggiungere la finale in doppio: tuttavia, le due non portano a casa il titolo, cedendo alla coppia Krunić/Stojanović. Il resto della stagione su terra non regala soddisfazioni a Van Uytvanck, che viene sconfitta al primo turno a Strasburgo (da Tan) e all'esordio anche a Parigi (da Trevisan). Sull'erba di Nottingham la belga trova il primo quarto di finale stagionale, eliminando Mel'nikova e Golubic, entrambe in due parziali; tra le ultime otto, viene estromessa da Johanna Konta, con lo score di 3–6, 6(6)–7. A quasi cinque anni dall'ultima volta, riesce a trionfare in un torneo ITF (a Nottingham, nella settimana successiva al torneo WTA), battendo in finale Rodionova. A Wimbledon si ferma al primo turno, contro Elina Svitolina. Prende parte poi al torneo olimpico di Tokyo, dove gareggia sia in singolare che in doppio: in coppia con Mertens esce subito contro Muguruza/Suárez Navarro; nel torneo di singolare, si sbarazza di Jorović e poi sconfigge la ex n°2 del mondo Petra Kvitová in rimonta (5–7, 6–3, 6–0), raggiungendo gli ottavi di finale, dove viene eliminata da Muguruza per 4–6, 1–6. Alla Rogers Cup, la belga passa le qualificazioni battendo Ninomiya e Niemeier mentre al primo turno viene estromessa da Donna Vekić in maniera netta (1–6, 2–6). Successivamente, colleziona un secondo turno a Chicago (dove si ritira contro Vondroušová) e un primo turno agli US Open e in Lussemburgo. Nel Granducato, tuttavia, assieme a Minnen, vince il suo secondo titolo in carriera (dopo quello del 2018 ottenuto sempre in questo torneo). Nella settimana successiva, la belga gioca a Nur-Sultan: da seconda testa di serie supera i primi due turni eliminando Kulambayeva e Friedsam. Giunge così al secondo quarto di finale WTA stagionale, dove affronta la russa Gračëva: Van Uytvanck si impone in due set (6–4, 6–4), accedendo alla prima semifinale del suo 2021. Nella circostanza lascia sei giochi alla rumena Cristian (6–3, 6–3), qualificandosi per la sua settima finale WTA in carriera, la quinta a livello WTA 250 (ex-International). Superando per 1–6, 6–4, 6–3 la 1° testa di serie del torneo Julija Putinceva, Van Uytvanck conquista il quinto titolo nel circuito maggiore, mantenendo immacolato il suo storico di finali, tutte vinte al terzo set. Grazie a questo successo, la belga risale di ben 34 posizioni nel ranking, ritornando tra le prime 60 del mondo (al n°55).
......
.....
.....

### 2024: ritiro
Annuncia a soli 30 anni il suo ritiro dall'attività professionistica  il 19 agosto 2024.

## Vita privata
Ha fatto coming out a Wimbledon 2018 dopo la vittoria nel secondo turno contro la campionessa in carica e n° 3 del mondo, Garbiñe Muguruza, baciando la sua compagna, anch'ella tennista, Greet Minnen, per festeggiare con lei a bordo campo.
Nel luglio 2023 convola a nozze con la belga Emilie Vermeiren.

## Statistiche WTA

### Singolare

#### Vittorie (5)
| Legenda               | Legenda      |
| --------------------- | ------------ |
| Grande Slam (0)       |              |
| Ori Olimpici (0)      |              |
| WTA Finals (0)        |              |
| WTA Elite Trophy (0)  |              |
| Dal 2009 al 2020      | Dal 2021     |
| Premier Mandatory (0) | WTA 1000 (0) |
| Premier 5 (0)         | WTA 1000 (0) |
| Premier (0)           | WTA 500 (0)  |
| International (4)     | WTA 250 (1)  |

| N. | Data              | Torneo                              | Superficie    | Avversaria in finale | Punteggio     |
| 1. | 17 settembre 2017 | Coupe Banque Nationale, Québec      | Sintetico (i) | Tímea Babos          | 5–7, 6–4, 6–1 |
| 2. | 25 febbraio 2018  | Hungarian Ladies Open, Budapest     | Cemento (i)   | Dominika Cibulková   | 6–3, 3–6, 7–5 |
| 3. | 24 febbraio 2019  | Hungarian Ladies Open, Budapest (2) | Cemento (i)   | Markéta Vondroušová  | 1–6, 7–5, 6–2 |
| 4. | 28 settembre 2019 | Tashkent Open, Tashkent             | Cemento       | Sorana Cîrstea       | 6–2, 4–6, 6–4 |
| 5. | 2 ottobre 2021    | Astana Open, Nur-Sultan             | Cemento (i)   | Julija Putinceva     | 1–6, 6–4, 6–3 |

### Doppio

#### Vittorie (2)
| Legenda               | Legenda      |
| --------------------- | ------------ |
| Grande Slam (0)       |              |
| Ori Olimpici (0)      |              |
| WTA Finals (0)        |              |
| WTA Elite Trophy (0)  |              |
| Dal 2009 al 2020      | Dal 2021     |
| Premier Mandatory (0) | WTA 1000 (0) |
| Premier 5 (0)         | WTA 1000 (0) |
| Premier (0)           | WTA 500 (0)  |
| International (1)     | WTA 250 (1)  |

| N. | Data              | Torneo                                           | Superficie  | Compagna     | Avversarie in finale                | Punteggio   |
| 1. | 20 ottobre 2018   | BGL BNP Paribas Luxembourg Open, Lussemburgo     | Cemento (i) | Greet Minnen | Vera Lapko Mandy Minella            | 7–6(3), 6–2 |
| 2. | 18 settembre 2021 | BGL BNP Paribas Luxembourg Open, Lussemburgo (2) | Cemento (i) | Greet Minnen | Erin Routliffe Kimberley Zimmermann | 6–3, 6–3    |

#### Sconfitte (2)
| Legenda               | Legenda      |
| --------------------- | ------------ |
| Grande Slam (0)       |              |
| Argenti Olimpici (0)  |              |
| WTA Finals (0)        |              |
| WTA Elite Trophy (0)  |              |
| Dal 2009 al 2020      | Dal 2021     |
| Premier Mandatory (0) | WTA 1000 (0) |
| Premier 5 (0)         | WTA 1000 (0) |
| Premier (1)           | WTA 500 (0)  |
| International (0)     | WTA 250 (1)  |

| N. | Data             | Torneo                          | Superficie  | Compagna          | Avversarie in finale                           | Punteggio        |
| 1. | 15 febbraio 2015 | Proximus Diamond Games, Anversa | Cemento (i) | An-Sophie Mestach | Anabel Medina Garrigues Arantxa Parra Santonja | 4–6, 6–3, [5–10] |
| 2. | 21 maggio 2021   | Serbia Open, Belgrado           | Terra rossa | Greet Minnen      | Aleksandra Krunić Nina Stojanović              | 0–6, 2–6         |

## Circuito WTA 125

### Singolare

#### Vittorie (3)
| N. | Data             | Torneo                         | Superficie    | Avversaria in finale | Punteggio |
| 1. | 10 novembre 2013 | OEC Taipei Ladies Open, Taipei | Sintetico (i) | Yanina Wickmayer     | 6–4, 6–2  |
| 2. | 19 dicembre 2021 | Open de Limoges, Limoges       | Cemento (i)   | Ana Bogdan           | 6–2, 7–5  |
| 3. | 19 giugno 2022   | Veneto Open, Gaiba             | Erba          | Sara Errani          | 6–4, 6–3  |

#### Sconfitte (1)
| N. | Data          | Torneo                               | Superficie  | Avversaria in finale | Punteggio     |
| 1. | 4 agosto 2019 | Liqui Moly Open Karlsruhe, Karlsruhe | Terra rossa | Patricia Maria Tig   | 6–3, 1–6, 2–6 |

### Doppio

#### Sconfitte (2)
| N. | Data             | Torneo                         | Superficie    | Compagna           | Avversarie in finale              | Punteggio        |
| 1. | 10 novembre 2013 | OEC Taipei Ladies Open, Taipei | Sintetico (i) | Anna-Lena Friedsam | Caroline Garcia Jaroslava Švedova | 3–6, 3–6         |
| 2. | 15 maggio 2022   | Liqui Moly Open, Karlsruhe     | Terra rossa   | Jana Sizikova      | Mayar Sherif Panna Udvardy        | 7–5, 4–6, [2–10] |

## Statistiche ITF

### Singolare

#### Vittorie (16)
| Torneo $100.000 (3) |
| Torneo $80.000 (0)  |
| Torneo $75.000 (0)  |
| Torneo $60.000 (0)  |
| Torneo $50.000 (2)  |
| Torneo $40.000 (0)  |
| Torneo $25.000 (6)  |
| Torneo $15.000 (0)  |
| Torneo $10.000 (5)  |

| N.  | Data              | Torneo                                      | Superficie  | Avversaria in finale  | Score            |
| 1.  | 13 febbraio 2011  | Vale do Lobo Ladies Open, Vale do Lobo      | Cemento     | Elica Kostova         | 6–3, 4–6, 6–2    |
| 2.  | 13 marzo 2011     | Open GDF SUEZ de Bourgogne, Digione         | Cemento (i) | Claire Feuerstein     | 6–2, 6–3         |
| 3.  | 8 maggio 2011     | AEGON Pro Series Edinburgh, Edimburgo       | Terra rossa | Justyna Jegiołka      | 6(5)–7, 6–4, 6–2 |
| 4.  | 6 novembre 2011   | AEGON Pro Series Sunderland, Sunderland     | Cemento (i) | Tara Moore            | 6–4, 6–1         |
| 5.  | 15 gennaio 2012   | AEGON Pro Series Glasgow, Glasgow           | Cemento (i) | Francesca Stephenson  | 6–3, 6–1         |
| 6.  | 11 novembre 2012  | Open Feminin 50, Équeurdreville-Hainneville | Cemento (i) | Julie Coin            | 6–1, 3–6, 6–3    |
| 7.  | 27 gennaio 2013   | Open GDF SUEZ 42, Andrézieux-Bouthéon       | Cemento (i) | Ana Vrljić            | 6–1, 6–4         |
| 8.  | 28 aprile 2013    | ITF Women's Circuit Chiasso, Chiasso        | Terra rossa | Katarzyna Kawa        | 7–6(2), 6–3      |
| 9.  | 21 settembre 2013 | AEGON Pro Series Shrewsbury, Shrewsbury     | Cemento (i) | Marta Sirotkina       | 7–5, 6–1         |
| 10. | 17 luglio 2016    | Stockton Challenger, Stockton               | Cemento     | Anastasija Pivovarova | 6–3, 3–6, 6–2    |
| 11. | 2 ottobre 2016    | Lexus of Las Vegas Open, Las Vegas          | Cemento     | Sofia Kenin           | 3–6, 7–6(4), 6–2 |
| 12. | 20 giugno 2021    | Nottingham Trophy, Nottingham               | Erba        | Arina Rodionova       | 6–0, 6–4         |
| 13. | 5 giugno 2022     | Surbiton Trophy, Surbiton                   | Erba        | Arina Rodionova       | 7–6(3), 6–2      |
| 14. | 8 ottobre 2023    | Internationaux de Reims-Champagne, Reims    | Cemento (i) | Julija Avdeeva        | 6–4, 6–4         |
| 15. | 21 aprile 2024    | Hammamet Open, Hammamet                     | Terra rossa | Sada Nahimana         | 6–4, 6–2         |
| 16. | 9 giugno 2024     | Lexus Surbiton Trophy, Surbiton             | Erba        | Tatjana Maria         | 6(5)–7, 6–1, 6–2 |

#### Sconfitte (8)
| Torneo $100.000 (2) |
| Torneo $80.000 (0)  |
| Torneo $75.000 (0)  |
| Torneo $60.000 (1)  |
| Torneo $50.000 (0)  |
| Torneo $40.000 (0)  |
| Torneo $25.000 (3)  |
| Torneo $15.000 (1)  |
| Torneo $10.000 (1)  |

| N. | Data              | Torneo                                         | Superficie      | Avversaria in finale | Score         |
| 1. | 24 aprile 2011    | Limburg Open, Tessenderlo                      | Terra rossa (i) | Anna-Lena Grönefeld  | 3–6, 5–7      |
| 2. | 29 gennaio 2012   | Segro International, Kaarst                    | Sintetico (i)   | Dinah Pfizenmaier    | 4–6, 4–6      |
| 3. | 21 ottobre 2012   | AEGON Pro Series Glasgow, Glasgow              | Cemento (i)     | Samantha Murray      | 3–6, 6–2, 3–6 |
| 4. | 24 marzo 2013     | AEGON Pro Series Sunderland, Sunderland        | Cemento (i)     | Anna-Lena Friedsam   | 2–6, 6(4)–7   |
| 5. | 29 settembre 2013 | AEGON Pro-Series Loughborough, Loughborough    | Cemento (i)     | Anna-Lena Friedsam   | 3–6, 0–6      |
| 6. | 25 giugno 2017    | AEGON Ilkley Trophy, Ilkley                    | Erba            | Magdaléna Rybáriková | 5–7, 6(3)–7   |
| 7. | 29 ottobre 2017   | Internationaux Féminins de la Vienne, Poitiers | Cemento (i)     | Mihaela Buzărnescu   | 4–6, 2–6      |
| 8. | 18 febbraio 2024  | Burg-Wächter Ladies Open, Altenkirchen         | Sintetico (i)   | Julija Avdeeva       | 4–6, 4–6      |

### Doppio

#### Vittorie (2)
| Torneo $100.000 (0) |
| Torneo $80.000 (0)  |
| Torneo $75.000 (0)  |
| Torneo $60.000 (0)  |
| Torneo $50.000 (2)  |
| Torneo $40.000 (0)  |
| Torneo $25.000 (0)  |
| Torneo $15.000 (0)  |
| Torneo $10.000 (0)  |

| N. | Data           | Torneo                                          | Superficie  | Compagna           | Avversarie in finale          | Score    |
| 1. | 25 marzo 2013  | Open GDF Suez Seine-et-Marne, Croissy-Beaubourg | Cemento (i) | Anna-Lena Friedsam | Stéphanie Foretz Eva Hrdinová | 6–3, 6–4 |
| 2. | 16 luglio 2016 | Stockton Challenger, Stockton                   | Cemento     | Kristýna Plíšková  | Robin Anderson Maegan Manasse | 6–2, 6–3 |

#### Sconfitte (2)
| Torneo $100.000 (0) |
| Torneo $80.000 (0)  |
| Torneo $75.000 (0)  |
| Torneo $60.000 (0)  |
| Torneo $50.000 (0)  |
| Torneo $40.000 (0)  |
| Torneo $25.000 (0)  |
| Torneo $15.000 (0)  |
| Torneo $10.000 (2)  |

| N. | Data           | Torneo                              | Superficie  | Compagna         | Avversarie in finale                   | Score           |
| 1. | 16 agosto 2010 | Westend Ladies Tennis Cup, Westende | Cemento     | Irina Chromačëva | Quirine Lemoine Demi Schuurs           | 6–3, 4–6 [4–10] |
| 2. | 10 marzo 2012  | Open GDF SUEZ de Bourgogne, Digione | Cemento (i) | Jana Sizikova    | Diāna Marcinkēviča Despina Papamichail | 5–7, 6(7)–7     |

## Risultati in progressione
| Sigla | Risultato               |
| ----- | ----------------------- |
| V     | Vincitore               |
| F     | Finalista               |
| SF    | Semifinalista           |
| O     | Oro olimpico            |
| A     | Argento olimpico        |
| SF    | Bronzo olimpico         |
| QF    | Quarti di Finale        |
| 4T    | Quarto turno            |
| 3T    | Terzo turno             |
| 2T    | Secondo turno           |
| 1T    | Primo turno             |
| RR    | Round Robin             |
| LQ    | Turno di qualificazione |
| A     | Assente                 |
| ND    | Non disputato           |

| Legenda superfici    |
| -------------------- |
| Cemento              |
| Terra battuta        |
| Erba                 |
| Superficie variabile |

### Singolare
| Tornei del Grande Slam |     |     |     |     |     |     |     |     |     |     |     |     |       |
| Australian Open        | A   | A   | 1T  | 1T  | 1T  | A   | 1T  | 1T  | 1T  | 2T  | 2T  | 1T  | 2–9   |
| Open di Francia        | A   | A   | 1T  | QF  | A   | 2T  | 2T  | 1T  | 2T  | 1T  | 2T  | A   | 8–8   |
| Wimbledon              | A   | Q2  | 2T  | 1T  | 1T  | 1T  | 4T  | 2T  | A   | 1T  | 1T  | A   | 5–8   |
| US Open                | A   | Q3  | 1T  | 1T  | 1T  | 1T  | 1T  | 2T  | 1T  | 1T  | 2T  | A   | 2–9   |
| Vittorie–sconfitte     | 0-0 | 0–0 | 1–4 | 4-4 | 0-3 | 1–3 | 4–4 | 2-4 | 1-3 | 1-4 | 3-4 | 0–1 | 17–34 |

## Vittorie contro giocatrici top 10
| Stagione | 2018 | Totale |
| -------- | ---- | ------ |
| Vittorie | 1    | 1      |

| #    | Giocatrice       | Ranking | Evento                      | Superficie | Turno | Punteggio     | Rank. AVUR |
| ---- | ---------------- | ------- | --------------------------- | ---------- | ----- | ------------- | ---------- |
| 2018 |                  |         |                             |            |       |               |            |
| 1.   | Garbiñe Muguruza | 3       | Torneo di Wimbledon, Londra | Erba       | 2T    | 5–7, 6–2, 6–1 | 47         |